# FFC (イラストレーター)
FFC（エフエフシー、女性、3月9日 - ）は、日本のイラストレーター、漫画家。かつて株式会社アルケミストに所属していた。
ペンネームの正式な読みは本人曰く「ファイトファイトチハル」（Fight Fight Chiharu）。

## 主な仕事

### ゲーム
- コンシューマー版『うみねこのなく頃に』シリーズ（キャラクターデザイン、原画）
  - うみねこのなく頃に　 ～魔女と推理の輪舞曲～
  - うみねこのなく頃に散 〜真実と幻想の夜想曲〜
  - うみねこのなく頃に咲 ～猫箱と夢想の交響曲～

- ひぐらしのなく頃に 命（コラボイラスト）

### 漫画
- ちこちこBANG! ～きまぐれ第二執行部～（高瀬伸・作、少年アルケミスト連載）
- 挿入ってる…！夫の目の前で抗えない寝取りエステ（Comic Festa　MENSスクリーモ連載）

### その他
- アキバBlog（メーカーコラム担当）
- 07thパスタ会（メインビジュアル）